# Wernersdorf (Gemeinde Wies)

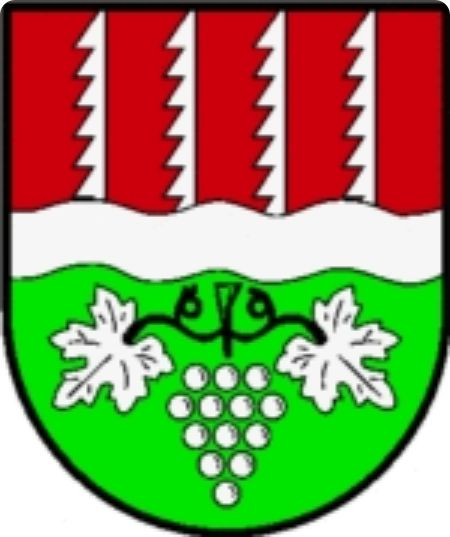
Wappen der früheren Gemeinde Wernersdorf

Wernersdorf ist eine Ortschaft in der Weststeiermark. Sie war bis Ende 2014 eine eigenständige Gemeinde mit 634 Einwohnern (Stand 2014) im Bezirk Deutschlandsberg in der Steiermark. Im Rahmen der steiermärkischen Gemeindestrukturreform ist sie ab 2015 mit den Gemeinden Wies, Wielfresen und Limberg bei Wies zusammengeschlossen, die neue Gemeinde führt den Namen Wies weiter. Grundlage dafür ist das Steiermärkische Gemeindestrukturreformgesetz – StGsrG.
Der Weinbauort bezeichnet sich selbst als „Schilcherdorf Wernersdorf“.

## Geografie
Wernersdorf liegt in der Weststeiermark.

### Nachbarorte
| Wielfresen                |                                             |      |
|                           | Kompassrose, die auf Nachbargemeinden zeigt | Wies |
| Sankt Oswald ob Eibiswald |                                             | Aibl |

## Geschichte
Der Ort war Teil der 1122 entstandenen Mark Steiermark, die 1180 als Herzogtum Steiermark von Bayern getrennt wurde. Ab 1192 wurde das Gebiet durch die Babenberger in Personalunion zwischen Österreich und der Steiermark regiert. Von 1282 bis 1918 stand das Gebiet unter der Herrschaft der Habsburger.

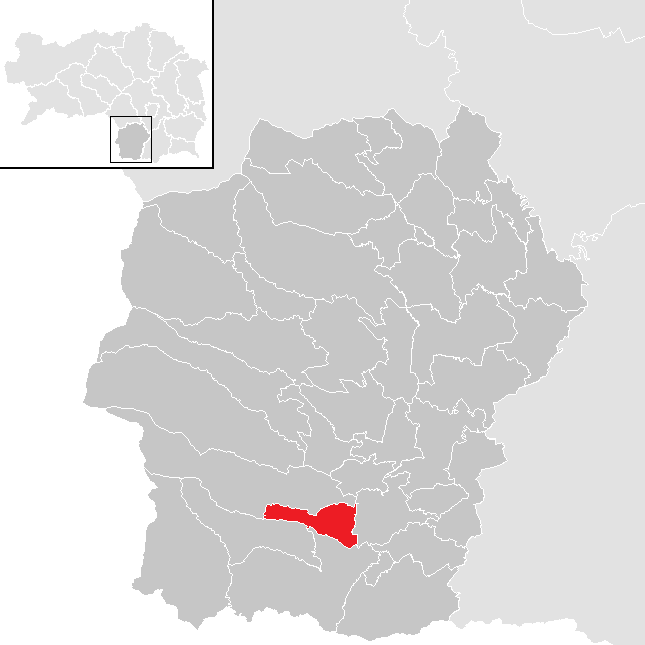
Lage der früheren Gemeinde Wernersdorf im Bezirk Deutschlandsberg mit den Gemeindegrenzen bis Ende 2014

Im Mittelalter war das Bistum Seckau der bedeutendste Grundbesitzer. In der Folge gehörte das Gebiet von Wernersdorf bis 1848 zu den Grundherrschaften Burgstall, Eibiswald, Hollenegg und Welsbergl. Am 6. November 1918 kam Wernersdorf als Teil der Steiermark zur Republik Deutsch-Österreich. Nach der Annexion Österreichs 1938 kam er zum Reichsgau Steiermark, 1945 bis 1955 war er Teil der britischen Besatzungszone in Österreich.

## Kultur und Sehenswürdigkeiten
Siehe auch: Liste der denkmalgeschützten Objekte in Wies

## Wirtschaft und Infrastruktur
Seit dem Mittelalter ist Weinbau nachweisbar. Es wird überwiegend Schilcher erzeugt.
Auf der Suche nach Kohlenvorkommen wurde auch in der damaligen Gemeinde Wernersdorf eine Bohrung niedergebracht. Dabei stieß man um 1874 in 54 Klafter Tiefe (ca. 102 m) auf einen „stark moussierenden Säuerling“. Die Bohrung wird am rechten Ufer der Sulm knapp östlich des Ortes Wernersdorf vermutet. In der Literatur wird die Ansicht vertreten, dass das Vorkommen mit einer Störungszone im Kristallin der Koralpe in Zusammenhang stehen könnte. Der Fund wurde nicht weiter verfolgt, eine Nutzung ist nicht dokumentiert.

## Politik

### Gemeinderat
Der Gemeinderat bestand zuletzt aus 9 Mitgliedern und setzte sich seit der Gemeinderatswahl 2010 aus Mandaten der folgenden Parteien zusammen:
- 7 ÖVP – stellte den Bürgermeister
- 1 SPÖ
- 1 Bürgerliste Wernersdorf

### Bürgermeister
Letzter Bürgermeister war Pauritsch Friedrich (ÖVP).

### Wappen
Die Verleihung des Gemeindewappens erfolgte mit Wirkung vom 1. Oktober 1990, die Wappenbeschreibung lautet: Von Rot und Grün durch einen silbernen Wellenbalken geteilt, oben pfahlweise vier silberne Gattersägeblätter, unten silbern eine belaubte Weintraube.

## Historische Landkarten

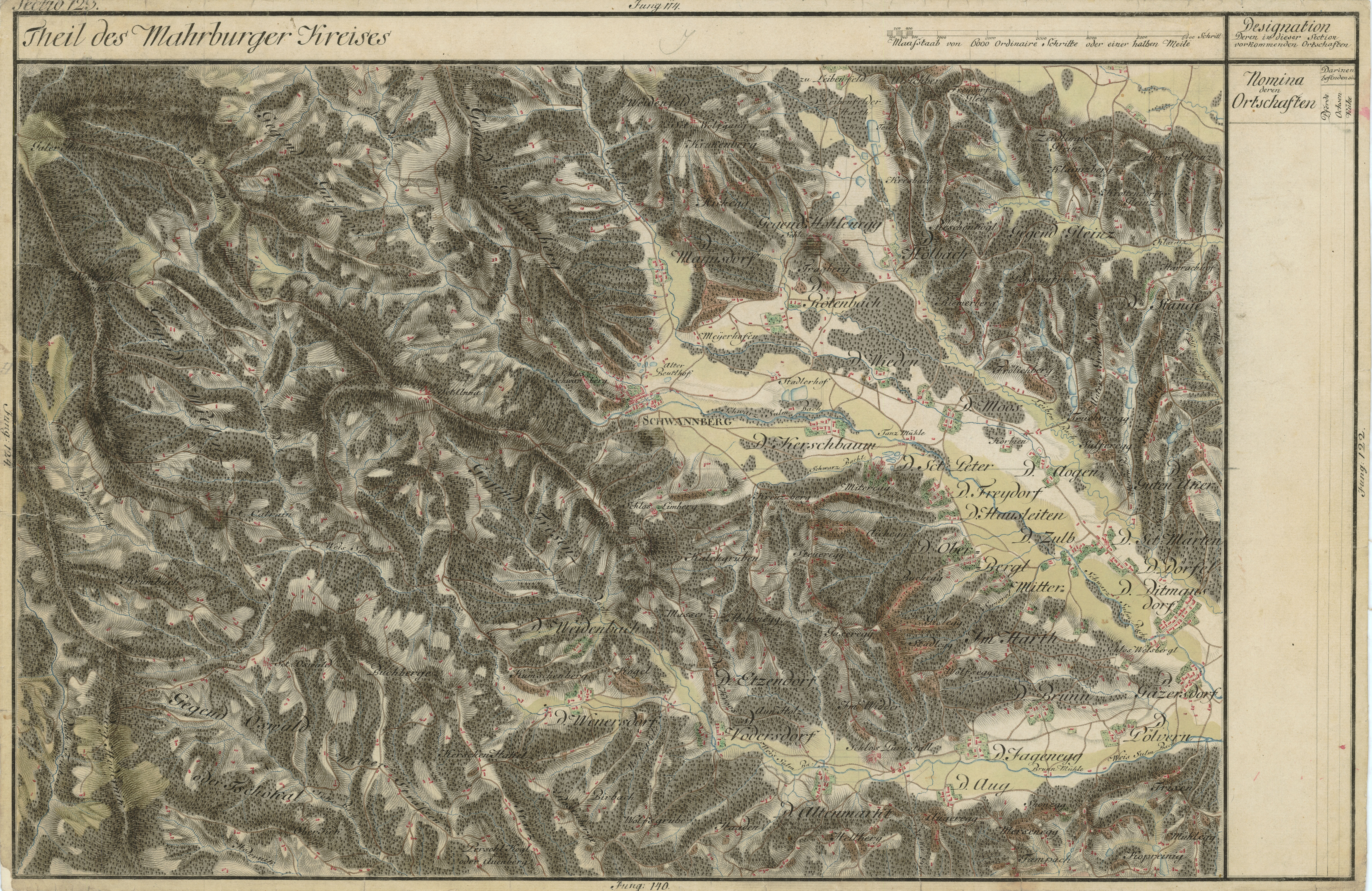
Wernersdorf in der Josephinischen Landesaufnahme um das Jahr 1790
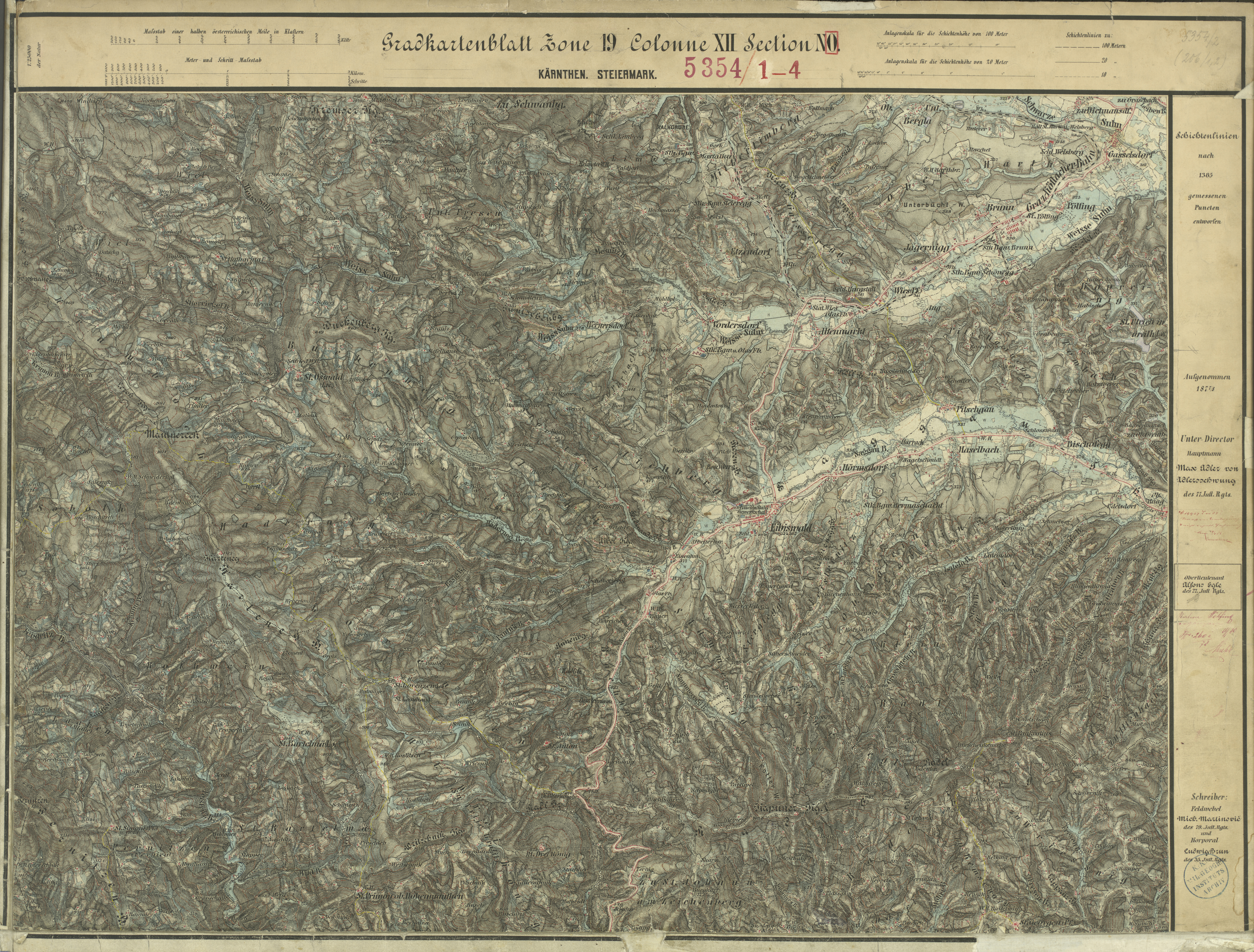
Wernersdorf  um 1877/78, Aufnahmeblatt der franzisco-josephinischen Landesaufnahme